# The Boulevard Mall
The Boulevard Mall está localizado en 3528 S. Maryland Pkwy en Paradise, Nevada (un área no incorporada del Área metropolitana de Las Vegas). The Boulevard Mall es propiedad de General Growth Properties Inc. El centro comercial solo tiene un nivel, techado, super regional con 1,180,000 ft² de espacio comercial. El centro comercial tiene 140 tiendas y cuatro tiendas anclas.

## Historia
El centro comercial abrió en 1968, convirtiéndolo en el centro comercial más viejo de Las Vegas, NV. La última vez que fue renovado fue en 1992. Mantuvo el título del centro comercial más grande del sur de Nevada hasta que el centro comercial Fashion Show Mall abriera en el 2003.
Frente al centro comercial hay una cápsula de tiempo enterrada que será abierta 100 años después de haberse enterrado. 

## Tiendas anclas
- Dillard's
- Macy's
- JCPenney
- Sears

## Lista de tenientes(marzo 2008)[2]
- A'Gaci Too
- Anchor Blue
- Applebee's (restaurante)
- Ashley Stewart
- AT&T Wireless (celulares)
- Avon (accesorios cosméticos)
- B'Koz
- B. Dalton Bookstores (librería)
- Basic
- Bath & Body Works (accesorios de baño)
- Bini Accessories (accesorios)
- Body Jewelery Etc. (joyería)
- The Body Shop (accesorios de baño)
- Bon Worth
- Boulevard Cleaners
- Brookstone
- Café con Leche (kiosko)
- Car Baby (kiosko)
- Cellairis II
- The Chainery
- Champs Sports
- Charlotte Russe
- Chicago Fashions
- Cinnabon (malteadas)
- Circuit City (electrónicos)
- Claire's Boutique
- Crescent Jewelers (joyería)
- Customistic Decals*Shirts*Stuff
- d.e.m.o.
- Dairy Queen/Orange Julius
- Designer Jewelers (joyería)
- Diamond Wireless Verizon Dealer
- Dippin Dots Helados
- Dream Catchers (kiosko)
- ecko unltd
- Enhanced Wireless Sprint
- Express (ropa)
- Eyemasters
- f.y.e. (discos y películas)
- Famous Cajun Buffet
- Famous Footwear
- Fanzz (próximamente)
- Fashion Day Spa
- Fast Fix Jewelry Repair
- The Finish Line
- Foot Locker (zapatera)
- Footaction USA
- Forever 21 (ropa de mujer)
- Fred Meyer Jewelers (joyería)
- Frederick's of Hollywood
- Frisky Pet Emporium
- Front Row Sports
- GameStop (videojuegos)
- GNC Live Well
- Gift Connection
- Glamour Nails
- Green Tea (kiosko)
- Hawaiian Jewel Gallery
- Henna Art
- Heritage 1981
- Herstyler (kiosko)
- Hibachi San
- HM Formal
- Hot Dog on a Stick
- Hot Topic (ropa para jóvenes)
- House of Shoes
- The Icing
- Iceberg Diamonds
- IHOP (restaurante)
- Images Hair Salon (salón de belleza)
- Instant Beauty (kiosko)
- Intrigue Jewelers (joyería)
- Jackson Hewitt
- Jada Nicole
- Journey's (zapatera)
- Jugo Juice
- Kay Jewelers (joyería)
- Kids' Foot Locker (zapatería)
- La Salsa (restaurante)
- Lady Foot Locker (zapatería)
- Lane Bryant
- Las Vegas Metropolitan Police Department Outreach Center
- Leatherzone
- Lenscrafters
- Lids
- Lundstrom Jewelers
- Limited Too
- Luxury Perfume (perfumería)
- Marianne
- Marshalls (zapatería)
- MasterCuts
- Max Rave
- McDonald's
- Morgan Jewelers
- Motherhood Maternity
- Mrs. Fields' Cookies
- Nail Art (kiosk)
- NYS Collection
- Old Navy (ropa)
- Pac Sun
- Panda Express (restaurante)
- Payless Shoe
- Perfumania
- Pet Pros (mascotas)
- Piercing Pagoda
- Players by Gianni
- Premier Skin Care (kiosko)
- Pretzel Time
- Pro Beauty Supply (accesorios)
- Proactiv (kiosko)
- Pure Med Spa
- Radio Shack (electrónicos)
- Ritz Camera
- Regis Hairstylists
- Robert Wayne Footwear
- Rolands
- Sansei Japan
- Sbarro
- Scent of Romance (kiosko)
- Scott's Brewery Collectibles
- Shiekh Shoes (zapatería)
- Shoe M-G-K (kiosko)
- Soho Accessories (kiosko)
- Sorabol
- Sporting Eyes
- Steak & Spud
- Sunglass Designs Too (kiosko)
- Surf City Squeeze
- T-Mobile (celulares)
- The Children's Place
- Things Remembered
- Torrid
- Trade Secret Beauty Salon
- Tropik Sun Fruit & Nut
- Underground Station
- Urban Corner
- Vans (zapatería)
- Victoria's Secret (lencería)
- Vitamin World
- Whitehall Co. Jewelers
- Windspinners
- Workmen's
- Yankee Candle Company
- Zales Jewelers (joyería)
- Zumiez